# Manasa

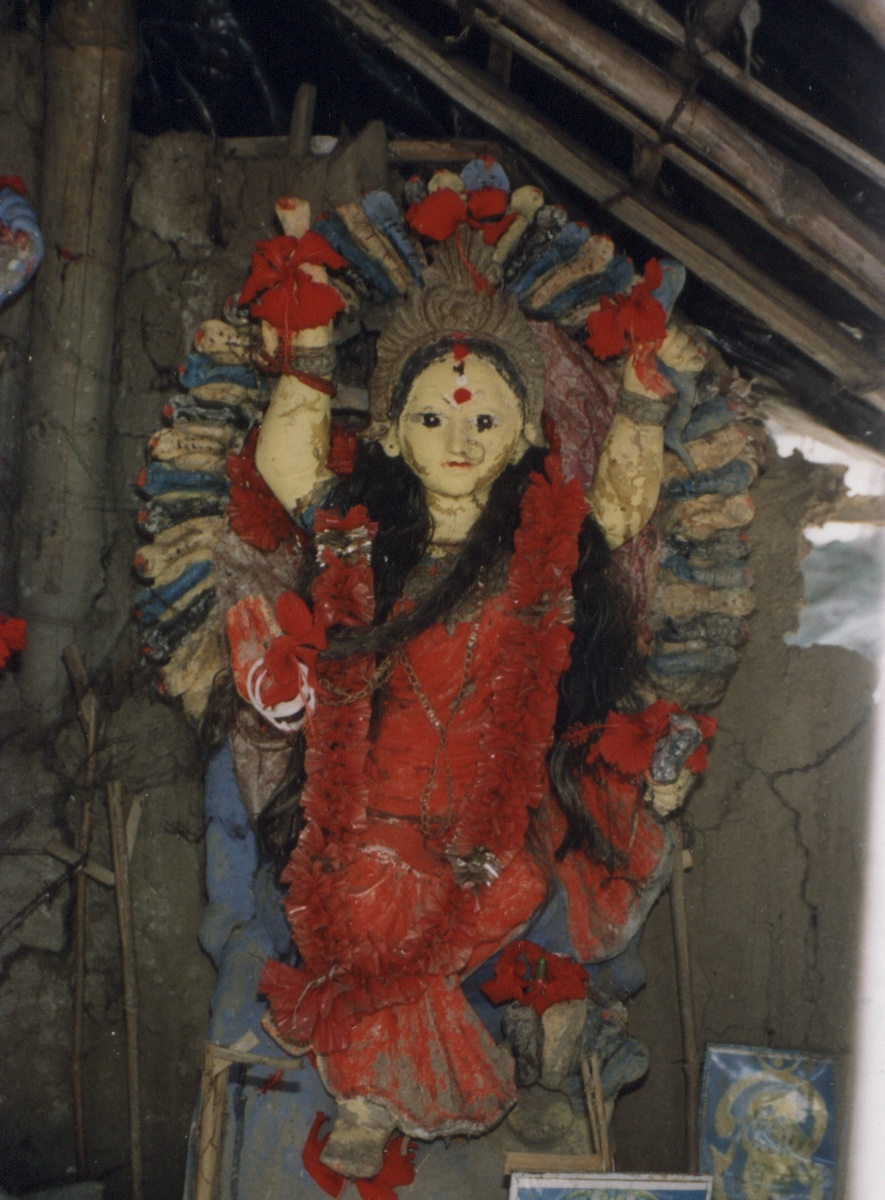
Manasā dans un village des Sundarbans, au Bengale occidental.

Manasā (en bengali : মনসা, Manasha), déesse des serpents, est une divinité hindoue généralement invoquée dans le but de protéger des morsures de serpent et est supposée avoir le pouvoir d'annihiler l'effet mortel de leur venin. 
Déesse rurale essentiellement vénérée au Bengale, dans le Nord et dans le Nord-est de l'Inde par les populations aborigènes, on la trouve néanmoins en contexte brahmânique où elle est parfois identifiée à Kadru ou surtout à Jaratkaru, la mère d'Astika-Jaratkaru (notamment dans le  Devī Bhāgavata Purāṇa).
Sa contrepartie bouddhique est la déesse Jāgulī.